# 2020 en Inde
Chronologie de l'Inde
- 2016
- 2017
- 2018
- 2019
- 2020
- 2021
- 2022
- 2023
- 2024

Cette page concerne les évènements survenus en 2020 en Inde  :

## Évènement
- Poursuite de la protestation d'Amaravati (en) en Andhra Pradesh.
- Manifestations contre l'amendement de la loi sur la citoyenneté (depuis le 4 décembre 2019).
- Invasion de criquets de 2019-2020
- 30 janvier : Premier cas signalé de la pandémie de Covid-19 en Inde (Impact économique (en))
- 23-29 février : Émeutes à Delhi (en) (bilan : 53 morts - plus de 200 blessés - 2 200 arrestations)
- 24 mars : Mise en place du confinement sanitaire contre le Covid-19 (en)
- 7 mai : Fuite de gaz de Visakhapatnam
- 8 mai : Collision ferroviaire d'Aurangabad (bilan : 16 morts - 1 blessé}.
- 16 mai : 
  - Début de la saison cyclonique dans le nord de l'océan Indien
  - Cyclone Amphan
- 24 mai : Feux de forêt dans l'Uttarakhand (en)
- 27 mai : Fuite de gaz et de pétrole d'Assam
- 1er juin : Cyclone Nisarga (en)
- 3 juin : Explosion de l'usine chimique de Dahej
- 15-16 juin : Combat de la vallée de Galwan (affrontement entre des militaires indiens et chinois) - Chronologie des incidents (en).
- fin juillet-début août : Empoisonnement à l'alcool au Pendjab
- août : Début des manifestations des agriculteurs
- 7 août : Accident du vol Air India Express 1344
- 20 août : Incendie de la centrale hydroélectrique de Srisailam (en)
- 7-25 août : Inondations du Kerala
- 9 août : Incendie de Vijayawada
- 25 août : Effondrement du Tariq Garden (en), un immeuble à Mahad.
- 5 octobre : Identification au Maharashtra du variant Delta du SARS-CoV-2.
- 11-14 octobre : Inondations de Hyderabad (en)
- 2 novembre : Explosion d'une usine chimique à Ahmedabad (en)
- 2 novembre : Affaire Sultana Mirza contre l’État d'Uttar Pradesh (en)
- 13 novembre : Confrontation indo-pakistanaise de 2020
- 20 novembre :  Début du festival Tungabhadra Pushkaralu (en) (d'une durée de douze jours) qui se déroule tous les douze ans.
- 23 novembre : Cyclone Nivarv (en)
- 26 novembre : Début de la grève générale indienne de 2020-2021
- 30 novembre : Cyclone Burevi (en)
- 5 décembre : Début de l'épidémie d'Eluru.
- 17 décembre : Lancement du satellite de communication CMS-01 (en)

## Cinéma
- 8-15 janvier : 26e Festival international du film de Calcutta (en)
- 11 janvier : 13e récompenses du cinéma Ananda Vikatan (en)
- 15 février : 65e Filmfare Awards (en)
- 22 mars : 67e National Film Awards (en)
- Les trois premiers films au box-office indien sont : Tanhaji, Baaghi 3 (en) et Street Dancer 3D (en).

Sortie de films
- Angrezi Medium
- Biriyaani
- Guilty
- Romeo
- Shubh Mangal Zyada Saavdhan
- Sombre Fortune
- The Disciple

## Littérature
- One Arranged Murder (en), roman de Chetan Bhagat (hi)
- Queen of Mahishmathi (en), fiction historique d'Anand Neelakantan (en)

## Sport
- Championnat d'Inde de football 2019-2020
- Championnat d'Inde de football 2020-2021
- Indian Super League 2019-2020
- Indian Super League 2020-2021
- 3-9 février : Tournoi de tennis de Pune

## Décès
- Vidya Bal, écrivaine.
- Daitari Behera (en), personnalité politique.
- Sunanda Patnaik (en), chanteuse.
- D. P. Tripathi (en), personnalité politique.